# Jutarnji list
Jutarnji list (Ютарні ліст «Ранковий листок») — хорватська щоденна ранкова газета, виходить у столиці країни місті Загребі; один із найпопулярніших друкованих ЗМІ Хорватії з накладом близько 115 тисяч примірників. 

## З історії газети
Видання газети було започатковано в квітні 1998 року, ставши першою успішною хорватською щоденною газетою, що з'явилася починаючи з 1950-х років. Періодичне видання було названо на честь загребської щоденки, що публікувалася ще до Другої світової війни. Від 2003 року «Ютарні ліст» приступив до здійснення видання об'ємного недільного випуску, який дістав назву Nedjeljni Jutarnji (Недєльні Ютарні «Недільний Ранковий»).
«Ранковий листок» доволі швидко захопив левову частку сектору друкованих ЗМІ хорватського медіа-ринку, і став однією з найпопулярніших газет у країні. Вже у перші 5 років видання газети було продано понад 214 мільйонів примірників.
Нині газета входить до складу медіа-групи Hanza Media.
Також нині Jutarnji list вважається друкованим органом лівішого політичного спрямування, періодичним виданням, ліберальнішим, ніж друга надпопулярна щоденна хорватська газета Večernji list («Вечірній листок»).
19 лютого 2005 року «Ютарні ліст» опублікував вичерпну біографію Анте Готовіни.
У лютому 2008 року газета була втягнута в скандал, коли опублікувала вигадане інтерв'ю з тодішнім хорватським прем'єр-міністром Іво Санадером.